# چیکلانا د سگورا
چیکلانا دِ سِگورا (به اسپانیایی: Chiclana de Segura)‏ یکی از دهستان‌های استان خائن در کشور اسپانیا است. این شهر با مساحت ۲۳۳٫۷ کیلومتر مربع، ۱۱۴۷ تن جمعیت دارد.

## شهرهای دوقلو
- چیکلانا دِ لا فرُنتِرا (Chiclana de la Frontera), اسپانیا
- کیوزا اسکلافانی (Chiusa Sclafani), ایتالیا